# 東萊城の戦い
東萊城の戦い（とうらいじょうのたたかい、朝鮮読み:トンネ）は、文禄元年（1592年）4月14日から15日に行われた、文禄・慶長の役の初期の戦闘の一つである。

## 背景
釜山鎮の戦いで釜山と周辺の砦を陥落させた後、日本軍は沿岸部の橋頭堡を確保する必要があったが、釜山の内陸、北方数kmの位置には都護府である東萊城という城塞があった。これは山の地形を利用した山城で、北の漢城へ通じる主要道を押さえる要地にあった。それで日本軍はまずここに向かった。

## 概要
4月13日の日本軍襲来の報に接して、東萊府使の宋象賢は城邑の軍民を急いで集めると共に、梁山郡守趙英珪らに周辺軍民の集結を命じた。
慶尚左道の指揮官である慶尚左兵使（兵馬節度使）李玨は、北の兵営城（蔚山）から東萊城に入城したが、釜山鎮陥落を知って顔面蒼白となり、逃げだそうとしたので、宋象賢は押し留めた。しかし李玨は「大将は自らの生命を危険にさらす訳にはいかない。府使が城を守れ。私は戦場から離れて指揮を執る」と言って、夜にわずかな手勢を連れて城を抜けだし、10kmほど引き返した蘇山駅で宿営した。
釜山で一晩休息した後、日本軍の一番隊の大部分は、14日午前6時頃には釜山を出発して、2時間後には東萊に到着した。間もなく、日本軍は城に接近して、五重に包囲し、近くの広場では城への突撃部隊も待機した。宋象賢は南門楼の上の階に陣取って全軍を指揮し、朝鮮の伝統に則り大太鼓を打ち鳴らして兵士らを鼓舞した。
小西行長は前回のいくさの前と同様、明への通過を許すため降伏するように求め「戦わば即ち戦え、戦わざれば即ち道を假（か）せ」と書いた木札を投じた。朝鮮側は今度は無視せず、宋象賢は木札を投げ返して「死ぬは易く、道を假すは難し」と伝えて、要求を拒絶した。
日本軍は三度包囲攻撃したが、宋象賢は半日の間ずっと都督を続けてよく防いだ。そこで小西行長は4月15日明け方、自ら軍を率いて東萊の攻撃を指揮することにした。このとき、敵将を生け捕りにするよう命令していた。
日本軍は、山の手から侵入を試みた。城壁に取り付いて梯子をかけて登ろうとし、朝鮮軍は弓矢や屋根瓦を投げるなどして応戦した。東萊城にはすでに釜山鎮の戦いにおいて日本軍が火縄銃を使ったという情報が伝わっており、朝鮮軍は長い板の防弾盾を大量に作ったが、日本の火縄銃に対しては役に立たなかった。日本軍は腰につけていた幟を長い棹に結びつけ、片手で高く掲げて朝鮮軍の狙いを狂わせ、城内に侵入することに成功した。
雪崩をうって侵入する日本軍に、代将宋鳳寿・梁山郡守趙英珪・東萊教授盧蓋邦・助防将洪允寛など、朝鮮側諸将は次々に討死した。宋象賢は敗北を覚り、朝服姿になって楼閣に上って端坐して動かなかった。しかし日本兵が生け捕りにしようと囲んだので、尖った靴で蹴って抵抗して刺された。落城の際、宋象賢は扇に「孤城月暈り大鎮救わず　君臣の義重く父子の恩軽し」と辞世の句を書いて、家奴にこれを父に届けるように言い、息絶えた。城内の制圧は2時間ほどで終わった。
朝鮮軍は崩壊して潰走した。東萊の陥落後は再び多くの軍民が殺された。宗氏家臣の柳川調信は、宋象賢と面識があり、その遺骸を見つけて憐れに思い、棺に収めて城外に葬った。小西行長と宗義智は、捕虜となっていた李彦誠（蔚山郡守）に「仮途入明」を求めるという内容の書を持たせて朝鮮国王に届けるように解放したが、李彦誠は書簡を国王に渡すことなく破棄し、咎められるのを恐れて地力で脱出したと主張した。

## その後
日本軍は東萊城の武器・兵糧・牛馬などを接収し、兵の休養や負傷者の手当てのために2日間滞在した後、さらに進撃した。釜山鎮に続いて東萊まで陥落したという報を受け、梁山・密陽・清道・大邱などの朝鮮軍は、それぞれの城内にあった物資を持って逃走し、小西隊は無人となったこれらの城塞を難なく占領した。
また、日本軍は東萊を手に入れた事により、橋頭堡の安全が確保すると同時に、北へ向かう道が開かれた。釜山と東萊の城にはすぐさま守備隊が置かれ、釜山港は最も安全な上陸地点として機能し始め、翌月にはここで100,000人の兵員と装備、馬、補給物資などが陸揚げされた。
釜山から逃げ出し、李玨の蘇山駅の陣に合流した朴泓は、東萊陥落の報を聞くとさらに逃走を続け、4月17日に漢城府に達して日本軍襲来を通報した。李玨は後に敵前逃亡を咎められて、朝鮮朝廷により斬首刑にされている。

## 逸話
- 日本の指揮官は（文官に過ぎない）東萊府使の勇敢さに感心し、彼を丁重に埋葬して、その墓には「忠臣」と書いた木製の碑を立てた。

- 宋象賢の勇敢な挑戦は、韓国では伝説になり、東萊城のあった丘の下にある忠烈祠に鄭撥・尹興信と共に祀られている。そこには、日本軍の接近する中で平然と椅子に座っている宋象賢の絵が描かれている。

- 宋象賢の妻は捕虜となって日本に送られたが、豊臣秀吉の面前であまりにもひどく号泣したため、同情した秀吉に朝鮮に送り返されたという[2]。